# Port lotniczy Ahmadabad
Port lotniczy Ahmadabad – port lotniczy położony w Ahmadabadzie, w stanie Gujarat. Jest ósmym co do wielkości portem lotniczym Indii.

## Linie lotnicze i połączenia

### Terminal 1
- Alliance Air (Delhi)
- Go Air (Amritsar, Bangalore, Koczin, Delhi, Bombaj)
- IndiGo Airlines (Bangalore, Bombaj, Delhi, Doha, Jaipur, Kalkuta, Madras, Pune)
- SpiceJet (Bangalore, Madras, Coimbatore, Delhi, Goa, Hyderabad, Jaipur, Kalkuta, Bombaj)

### Terminal 2
- Air Arabia (Szardża)
- Air India (Frankfurt, Bombaj, Newark)
- Air India Express (Dubaj, Bombaj, Nagpur)
- Emirates (Dubaj)
- Qatar Airways (Doha)
- Singapore Airlines (Singapur)

### Cargo
- Air India Cargo
- Blue Dart Aviation
- GATI

## Katastrofy
- Katastrofa lotu Indian Airlines 113
- Katastrofa lotu Air India 171